# Queering Paradigms
Queering Paradigms (QP) refere-se a uma rede informal, uma série de conferências e uma série de livros fundada pelo Professor Bee Scherer. O QP começou originalmente como um colóquio em fevereiro de 2008 para celebrar o Mês da História LGBT na Canterbury Christ Church University. Este colóquio foi em parte um protesto contra a posição da universidade de impedir que cerimônias de parceria civil ocorressem no campus. Desde então, as conferências aconteceram em Canterbury (Reino Unido), Brisbane (Austrália), Oneonta (EUA), Rio de Janeiro (Brasil), Quito (Equador) e, novamente no sul da Inglaterra (Winchester e Canterbury), Ilhas Cayman, Viena (Áustria) e Sydney (Austrália). A série de livros tem nove volumes até agora e três volumes em uma subsérie chamada QP in Focus.

## Queering Paradigms I (Fevereiro de 2009)
A primeira conferência oficial sobre Queering Paradigms foi organizada em Fevereiro de 2009 em Canterbury por B. Scherer, professor de religião comparada, género e sexualidade na Canterbury Christ Church University. O livro resultante desta conferência foi publicado por Peter Lang Oxford em 2010 e editado por Scherer.

## Queering Paradigms II (Abril de 2010)
Esta conferência ocorreu na Universidade de Tecnologia de Queensland e foi organizada por Sharon Hayes, Matthew Ball e Angela Dwyer. O ex-juiz do Tribunal Superior Michael Kirby fez um discurso de abertura, que foi amplamente comentado em jornais australianos. Posteriormente, também o segundo livro foi publicado por Peter Lang, editado por B. Scherer e M. Ball.

## Queering Paradigms III (Abril de 2011)
O QP 3 foi organizado na SUNY, Oneonta, pelas professoras Kathleen O'Mara e Betty Wambui. K. O'Mara e Liz Morrish editaram o livro correspondente.

## Queering Paradigms IV (Julho de 2012)

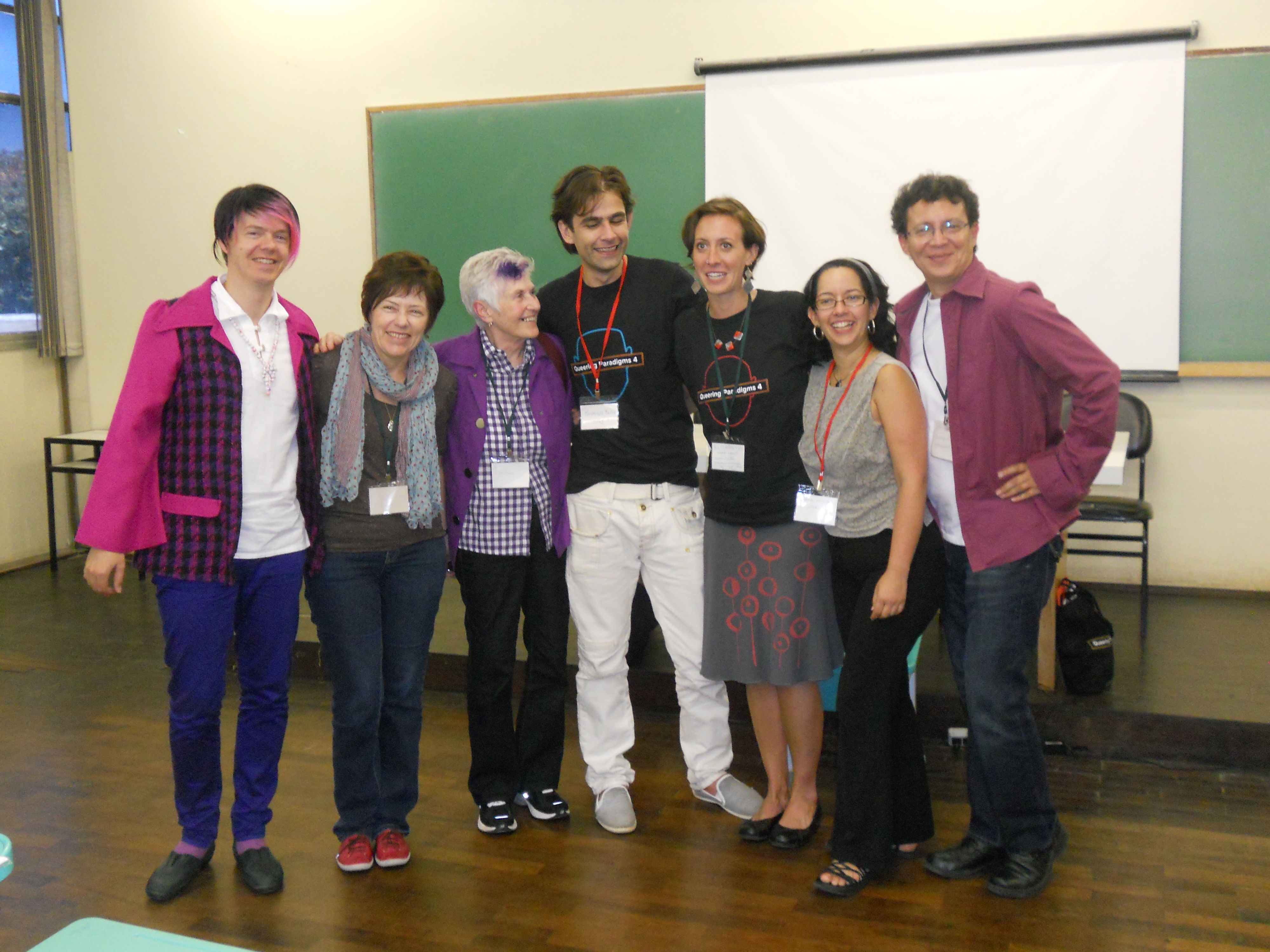
Organizadores do QP

O QP 4 aconteceu no Rio de Janeiro e foi organizado por Rodrigo Borba, Elizabeth Lewis, Branca Fabrício e Diana Pinto, que também são editores dos livros QP 4 e QP4a: QP4 em inglês foi publicado em 2014 e outro volume, QP4a, foi publicado em 2017 como livro bilíngue em português e espanhol (Insurgências queer ao sul do Equador).

## Queering Paradigms V (Fevereiro de 2014)
O QP 5 ocorreu em Quito, Equador, em fevereiro de 2014. Anteriormente, um colóquio regional do QP foi organizado em Quito em outubro de 2012. Os organizadores do QP 5 continuaram a criar impacto social após o evento, por exemplo, fazendo lobby para o Casamento Igualitário no Equador. O volume correspondente do QP 5, um livro híbrido e trilíngue em inglês, espanhol, espanhol e português, foi editado por Maria Viteri e Manuela Picq (2016).

## Queering Paradigms VI (Julho de 2015)
Organizado pela fundadora do QP, Bee Scherer, o QP 6 aconteceu no sul da Inglaterra em julho de 2015 e focou na intersecção de estudos sobre deficiência e estudos queer. Realizado na Universidade de Winchester e na Canterbury Christ Church University, o QP 6 se fundiu parcialmente com a conferência VariAbilities II. Em um evento final, um dia de estudiosos emergentes foi realizado na Universidade de Kent, organizado pelo Centro de Gênero, Sexualidade e Escrita. O livro QP6 correspondente foi editado por Bee Scherer e publicado em 2016 por Peter Lang Oxford; o volume complementar VariAbilities II, The Variable Body in History, foi editado por Chris Mounsey e Stan Booth (2016) como o volume inaugural da subsérie QP in Focus.

## Queering Paradigms VII (Junho de 2016)
O QP 7 ocorreu nas Ilhas Cayman e foi organizado por ativistas LGBTIQ+ locais sob o patrocínio da Canterbury Christ Church University, no Reino Unido. Os principais oradores foram o Rt. Rev. Doutor Alan Wilson, Bispo de Buckingham e Professor Emérito Eugenio Raúl Zaffaroni, juiz da Corte Interamericana de Direitos Humanos. Como a conferência atraiu alguma oposição de políticos locais, houve presença policial; no entanto, não houve distúrbios relatados.
O volume QP7 foi editado pelo Professor Bee Scherer com o Dr. Patrick de Vries e foi publicado em 2018.

## Queering Paradigms VIII (Setembro de 2017)
O QP 8 foi organizado por um colectivo de activistas e académicos (M. Katharina Wiedlack, Masha Neufeld, Masha Godovananya, Tania Zabolotnaya e outros) em Viena, de 20 a 23 de Setembro de 2017, na Universidade de Viena. O volume QP 8 foi editado por Katharina Wiedlack, Saltanat Shoshanova e Masha Godovananya (2020).

## Queering Paradigms IX (Julho de 2018)
Organizado por Nicole L Asquith (Western Sydney University), Matthew Ball (Queensland University of Technology), Trudie Broderick (Black Rainbow), Angela Dwyer (Universidade da Tasmânia), Justin Ellis (Universidade de Sydney), o QP9 aconteceu em Sydney a partir de 11 Julho a 13 de julho na Universidade de Sydney.[carece de fontes?]
Os principais palestrantes foram Dameyon Bonson (Black Rainbow, Austrália), Professor Jo Phoenix (Open University, Reino Unido) e Dr. Jace Valcore (University of Houston Downtown, EUA).

## Queering Paradigms @ CIRQUE (Junho de 2019)
Em 2019, Queering Paradigms fez parte da segunda conferência do Interuniversity Centre for Queer Research (CIRQUE - Centro interuniversitario di ricerca queer) na Universidade de Pisa. As sessões QP foram organizadas pelo Professor Bee Scherer, Professora Ulrike Auga, Elisaveta Dvorakk, Dr. Patrick de Vries e Dan Thorpe.

## Queering Paradigms em 2020 e 2021
Originalmente, um pequeno colóquio QP foi planeado para maio de 2020 em Quioto, no Japão, mas devido à pandemia de COVID-19 este teve de ser cancelado. Em vez disso, uma conferência online/híbrida foi organizada para junho de 2021 em conjunto com a Transgressive Religions Network (Paris) com palestras da Professora Melissa Wilcox e da Professora Naomi Goldenberg.

## QP in Focus
Os seguintes livros foram publicados na série QP in Focus:
The Variable Body in History, editado por Chris Mounsy e Stan Booth
Sculpting the Woman por Jamilla Rosdahl
Revoke Ideology por Alipio DeSousa Filho